# Sân bay Santa Maria
Sân bay Santa Maria (IATA: AJU, ICAO: SBAR) là một sân bay ở Aracaju, thủ phủ bang Sergipe, Brasil.

## Các hãng hàng không và các tuyến điểm
- Gol Transportes Aéreos (Maceio, Rio de Janeiro, Salvador, São Paulo)
- TAM Brazilian Airlines (TAM Linhas Aereas) (Recife, Rio de Janeiro, Salvador, São Paulo)